# Mitromorpha paucilirata
Mitromorpha paucilirata é uma espécie de gastrópode do gênero Mitromorpha, pertencente a família Mitromorphidae.